# Relazioni internazionali

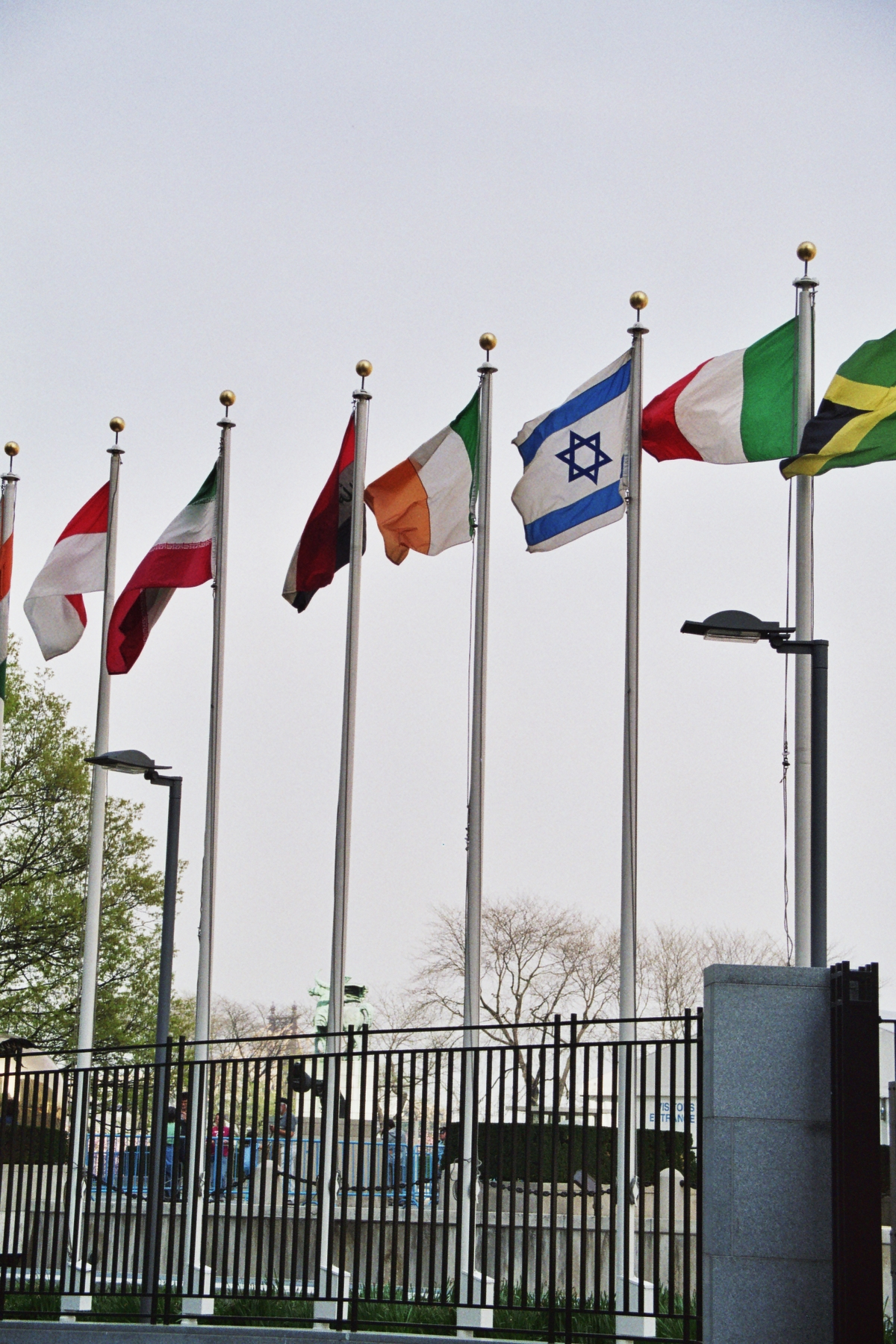
Bandiere di alcuni Stati membri dell'Organizzazione delle Nazioni Unite.

Le relazioni internazionali sono una disciplina accademica che - sia che venga considerata indipendente, sia che la si consideri come ramo della scienza politica - riguarda lo studio della politica internazionale sia nella sua dimensione teoretica sia in quella dei rapporti concreti degli Stati fra loro e con altri attori (organizzazioni internazionali, attori non statali) della comunità internazionale.

## Storia
La nascita della disciplina accademica viene generalmente fatta risalire al 1919, quando la prima cattedra di relazioni internazionali (International Politics) viene assegnata ad Alfred Zimmern, un classicista dell'Università di Aberystwyth. La disciplina si sviluppa durante il periodo interbellico come tentativo di individuare le cause della pace e della guerra. Il suo sviluppo come disciplina autonoma nell'ambito delle scienze politiche è attribuibile, in prima istanza, al pensiero liberale del Presidente statunitense Thomas Woodrow Wilson (1913-1921) e al suo programma incentrato sulla cooperazione internazionale e sull'autodeterminazione dei popoli. Il programma di Wilson, raccolto nei Quattordici punti, è una delle linee guida seguite dalle potenze al congresso di Versailles, che pone fine alla prima guerra mondiale e ridisegna l'assetto politico dell'Europa continentale.
La storia delle relazioni internazionali come disciplina è spesso narrata attraverso il succedersi di quattro grandi dibattiti tra approcci contrapposti. Oggi, peraltro, l'idea di una storia della disciplina scandita da pochi, grandi dibattiti, anziché da una molteplicità di discussioni, è sempre meno accettata.
Ad ogni modo, se per semplificare si segue la narrazione incentrata sui grandi dibattiti, il primo di essi, negli anni '30 e '40, divide idealisti e realisti classici e riguarda prevalentemente l'approccio da tenere nei confronti dell'espansionismo della Germania nazista. I realisti classici sostengono l'immutabile natura anarchica del sistema internazionale e la conseguente necessità degli Stati di prevenire o contenere l'espansione tedesca. Gli idealisti classici sono invece convinti del ruolo positivo di organizzazioni internazionali come la Società delle nazioni nel mantenimento della pace. Lo scoppio della seconda guerra mondiale e il sostanziale fallimento della Società delle nazioni risultano fatali all'approccio promosso dagli idealisti classici, cosicché il realismo diventa il paradigma di riferimento della disciplina.
Il secondo grande dibattito divide tradizionalisti e scientisti e si configura come una disputa sulla scientificità della disciplina. Negli anni '50 e '60, influenzata dagli sviluppi in altre scienze sociali, una nuova generazione di studiosi contesta i tradizionali approcci interpretativi preponderanti nello studio delle relazioni internazionali. Gli scientisti escono vittoriosi dal dibattito, lo studio delle relazioni internazionali assume i caratteri del positivismo scientifico più moderno e, nella disciplina, si impongono metodi di ricerca di tipo quantitativo (basati sui dati statistici), qualitativo (basati su brainstorming, metodo Delphi e simili) e teorico (basati sulle teorie dei giochi e dell'utilità attesa). Grazie a questo dibattito, i paradigmi tradizionali (idealismo e realismo classici) evolvono dando vita a due nuove correnti: il neo-liberalismo e il neo-realismo.
Il terzo grande dibattito, negli anni '70 e '80, vede le due nuove correnti, neo-realismo e neo-liberalismo, contrapposte sul principio che regola le relazioni internazionali: conflitto per la prima corrente, cooperazione per la seconda. Il terzo dibattito finisce in una sintesi chiamata "neo-neo", che afferma la possibilità di convivenza pacifica tra due paradigmi apparentemente incompatibili.
Il quarto grande dibattito, tra la fine del XX secolo e gli inizi del XXI, vede contrapposti i positivisti (neo-realisti e neo-liberali) e i teorici post-positivisti delle relazioni internazionali. Questo dibattito, incentrato sull'epistemologia della disciplina, è spesso definito come un confronto tra razionalisti e riflessivisti. A caratterizzare il quarto dibattito è la graduale affermazione del costruttivismo che, nella sua variante positivista, finisce per aggiungersi a neorealismo e neoliberalismo come terzo paradigma prevalente nel canone disciplinare.

## Descrizione
Lo studio delle relazioni internazionali riguarda le relazioni degli Stati fra loro e con altri attori (organizzazioni internazionali, attori non statali) a livello internazionale. La disciplina è spesso suddivisa in numerose branche: politica economica internazionale, analisi della politica estera, organizzazioni internazionali, sicurezza internazionale, risoluzione dei conflitti. Le relazioni internazionali, inoltre, sono imparentate con altre discipline accademiche come l'economia, la storia, il diritto, la filosofia, la geografia, la sociologia, l'antropologia, la psicologia e gli studi culturali. Lo scambio di idee, informazioni, arte, musica e lingua attraverso la diplomazia culturale, in effetti, può considerarsi uno strumento importante nello sviluppo delle relazioni internazionali. Uno strumento che è possibile associare al cosiddetto soft power degli attori internazionali, contrapposto all'hard power, che riguarda invece la potenza militare e/o economica. 
La moderna teoria delle relazioni internazionali trova fondamento nelle principali tradizioni del pensiero internazionalista, dall'antichità all'Ottocento, rifacendosi ad autori quali Tucidide, Machiavelli, Hobbes, Kant e Marx. Dalla rielaborazione di tali tradizioni, nonché dall'interazione con altre scienze sociali e con la filosofia, sono poi scaturiti i paradigmi più ricorrenti nelle relazioni internazionali:
- realismo (Hans Morgenthau, Edward Carr, Reinhold Niebuhr) e neo-realismo (Kenneth Waltz, Robert Gilpin): lo Stato è considerato l'attore principale delle relazioni internazionali e il conflitto, specie (ma non solo) nella sua declinazione bellica, come il carattere predominante della realtà internazionale; per i realisti i rapporti fra i vari attori del sistema internazionale si basano soprattutto sul potere; l'alto livello di bellicosità riscontrabile in tali rapporti è dovuto al fatto che gli attori, essenzialmente mossi per un verso dalla lotta per il predominio, per l'altro dal dilemma della sicurezza generato dalla condizione anarchica della politica internazionale, si trovano in una condizione analoga allo stato di natura hobbesiano; al realismo classico (Hans Morgenthau, Edward Carr) è succeduto, come approccio realista dominante, il neorealismo, o realismo strutturalista, i cui principali esponenti sono Kenneth Waltz (fondatore del neorealismo con il suo Teoria della Politica Internazionale nel 1979), John Mearsheimer e Stephen Walt; dalla fine degli anni '90 alcuni studiosi hanno tentato di sviluppare un approccio realista allo studio della politica estera che ha preso il nome di realismo neoclassico (Randall Schweller, Gideon Rose);
- idealismo (Immanuel Kant, Woodrow Wilson, Alfred Zimmern) e neoliberalismo (Robert Keohane, Stephen D. Krasner): viene posto l'essere umano al centro delle relazioni internazionali e si considera la pace perpetua come un fine possibile (ad esempio attraverso la creazione di regimi internazionali, o grazie all'interdipendenza economica fra le nazioni); secondo il punto di vista di idealisti e neoliberali, il conflitto non è un dato immutabile, giacché fra gli attori del sistema internazionale è riscontrabile una sostanziale comunanza di interessi;
- marxismo (Lenin, teoria della dipendenza) e neo-marxismo (Immanuel Wallerstein): il sistema internazionale è considerato come diviso tra Stati che hanno capitale e conoscenza e Stati che non ne hanno e vengono sfruttati; tre sono stati i contributi fondamentali di questa teoria:

1. spostamento dall'asse Est/Ovest all'asse Nord/Sud delle relazioni internazionali;
2. riscoperta del lungo periodo nello studio delle radici dell'economia-mondo capitalista;
3. rilettura delle relazioni tra conflitti interni e conflitti internazionali;

- postmodernismo e teoria critica: questi approcci non formulano teorie per la lettura del sistema internazionale, bensì muovono una critica radicale ai precedenti approcci; in particolare il postmodernismo critica le metodologie positivistiche di realismo, liberalismo e marxismo; la teoria critica si sviluppa sulla base della scuola di Francoforte e afferma che qualsiasi teoria sia viziata da un pregiudizio ideologico;
- costruttivismo: molti aspetti significativi delle relazioni internazionali sono costrutti storici e sociali invece che inevitabili conseguenze della natura umana o della struttura del sistema internazionale; dai suoi inizi, alla fine degli anni '80, il costruttivismo ha subìto una spaccatura tra la sua variante "convenzionale" (positivista) e quella critica (post-positivista); tale spaccatura riflette le posizioni epistemologiche degli studiosi costruttivisti; dai primi anni '00 la variante convenzionale è considerata parte integrante del canone della disciplina e ha profondamente influenzato gli altri paradigmi.

La dissoluzione dell'ordine bipolare ha creato numerosi problemi, poiché nessuna delle teorie precedenti sembrava in grado di spiegare un cambiamento così complesso e, sulle prime, pacifico. Si sono quindi fatte largo varie nuove teorie: tra le più note e controverse, la fine della storia di Francis Fukuyama (di matrice liberale) e lo scontro delle civiltà di Samuel P. Huntington (di matrice realista).
A partire dalla seconda metà degli anni '90, inoltre, un numero crescente di studiosi delle relazioni internazionali si è concentrato su fenomeni come la globalizzazione (seguendo le orme di antesignani come, ad esempio, Immanuel Wallerstein, Giovanni Arrighi, Anthony Giddens) e il terrorismo transnazionale.